# Ясенский сельсовет (Осиповичский район)
Я́сенский сельсовет — административно-территориальная единица на территории Осиповичского района Могилёвской области Белоруссии.

## Географическое положение
Ясенский сельсовет занимает юго-восточную часть района.
Административный центр сельсовета — агрогородок Ясень, находится в 20 км к югу от Осипович, расположен на автотрассе Минск — Гомель. В 4 км от центра сельсовета пролегает железная дорога сообщением Минск — Гомель.

## Промышленность и сельское хозяйство
На территории сельсовета расположены:
- ОАО "Ясень-АГРО"
- Цех деревообработки ОАО «ФанДОК» на станции Ясень
- Фермерское хозяйство «Садовое» (образовано в 1991 году)

## Социальная сфера
Ясенская средняя общеобразовательная школа, сельская врачебная амбулатория с дневным стационаром, Дом культуры, сельский клуб, две сельские библиотеки, два ФАПа, два отделения связи, три магазина Осиповичского райпо, кафе-бар и продовольственный павильон частного предпринимателя П. А. Пахоменко.
В бывшем здании детского сада в центре деревни Ясень в 2002 году открылся социальный приют для детей школьного и дошкольного возраста.

## Население
На 2011 год проживает 1033 человека, из которых 536 человек трудоспособного возраста, 352 пенсионера и 145 детей в возрасте до 15 лет.

## История
С 1897 года деревня Ясень находилась в составе Замошской волости Бобруйского Совета, с 1924 года в Осиповичском районе.
В период с 1930 года на территории сельсовета образовывались колхозы «Энергия», им. Ворошилова, им. Сталина, им. Ленина.
В 1937—1939 годах колхоз имени Ворошилова был участником ВДНХ СССР, также участвовала во Всесоюзной выставке в Москве жительница Ясеня Федора Матвеевна Бобрик.
В 1952 году колхоз укрупнили, присоединив соседние деревни: Гриневка, Войнилово, Ясеновка, Рожнетово, Александровка, Залесье. Общая численность трудоспособных в то время достигла 531 человек.
На протяжении ряда лет на территории сельсовета было возведено много объектов, в чём немалая заслуга бывшего председателя колхоза Владимира Васильевича Пинчука, возглавлявшего хозяйство с 1974 по 1995 год.
За последние годы в хозяйстве сдано 14 новых благоустроенных домов (в том числе 12 — в Ясени), ведется строительство трех 1-квартирных жилых дома в деревни Ясень и двух — в деревне Осерёдок.

## Памятники
Рядом с Ясеньской школой в 1967 году поставлен обелиск в память об учителях и учениках, погибших в борьбе против немецко-фашистских захватчиков во время Великой Отечественной войны.

## Состав
Ясенский сельсовет включает 14 населённых пунктов:
- Александровка — деревня.
- Войнилово — деревня.
- Гриневка — деревня.
- Журавец — деревня.
- Заельник — деревня.
- Залесье — деревня.
- Люлево — деревня.
- Мотовило — деревня.
- Осерёдок — деревня.
- Рожнетово — деревня.
- Станция Ясень — деревня.
- Татарковичи — деревня.
- Ясеневка — деревня.
- Ясень — агрогородок.